# Roeboides prognathus
Roeboides prognathus är en fiskart som först beskrevs av Boulenger, 1895.  Roeboides prognathus ingår i släktet Roeboides och familjen Characidae. Inga underarter finns listade i Catalogue of Life.